# Serviciul Mobil de Urgență, Reanimare și Descarcerare

Logo SMURD

Logo-ul vechi folosit de Serviciul Mobil de Urgență, Reanimare și Descarcerare

Serviciul Mobil de Urgență, Reanimare și Descarcerare (abreviat SMURD) este o unitate de intervenție publică integrată de importanță strategică, fără personalitate juridică, având în structura sa echipe integrate de reanimare, specializate în acordarea asistenței medicale  și tehnice de urgență, precum și echipe cu personal paramedical, specializat în acordarea primului ajutor calificat. Acest serviciu funcționează în cadrul Inspectoratelor județene pentru situație de urgență – având ca operator aerian structuri de aviație ale Ministerului Afacerilor Interne, în colaborare cu spitalele județene, regionale și cu autoritățile publice locale.

## Istoric
SMURD a luat ființă la Târgu Mureș în 1991, sub coordonarea medicului român de naționalitate palestiniană Raed Arafat.

### SMURD în România

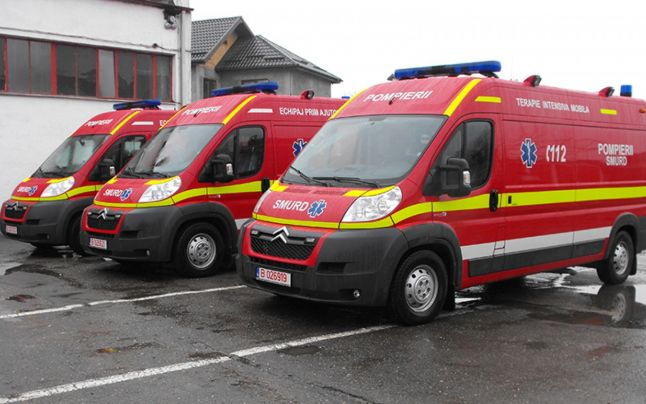
Mașini de intervenție ale SMURD

Din anul 2007 serviciul a fost extins la nivel național. În prezent (2019) operează opt baze de salvare aeromedicale (HEMS):
- București
- Târgu Mureș
- Iași
- Arad
- Craiova
- Constanța
- Cluj-Napoca
- Jibou

### SMURD Târgu Mureș
În septembrie 1990 cu ajutorul Clinicii de Anestezie Terapie Intensivă și cu Serviciu de ambulanță sunt puse bazele unui centru de urgență asemănător celor din Uniunea Europeană format dintr-un echipaj calificat medicalizat. Inițial serviciul a funcționat sub denumirea SMUR (fără D - descarcerare).

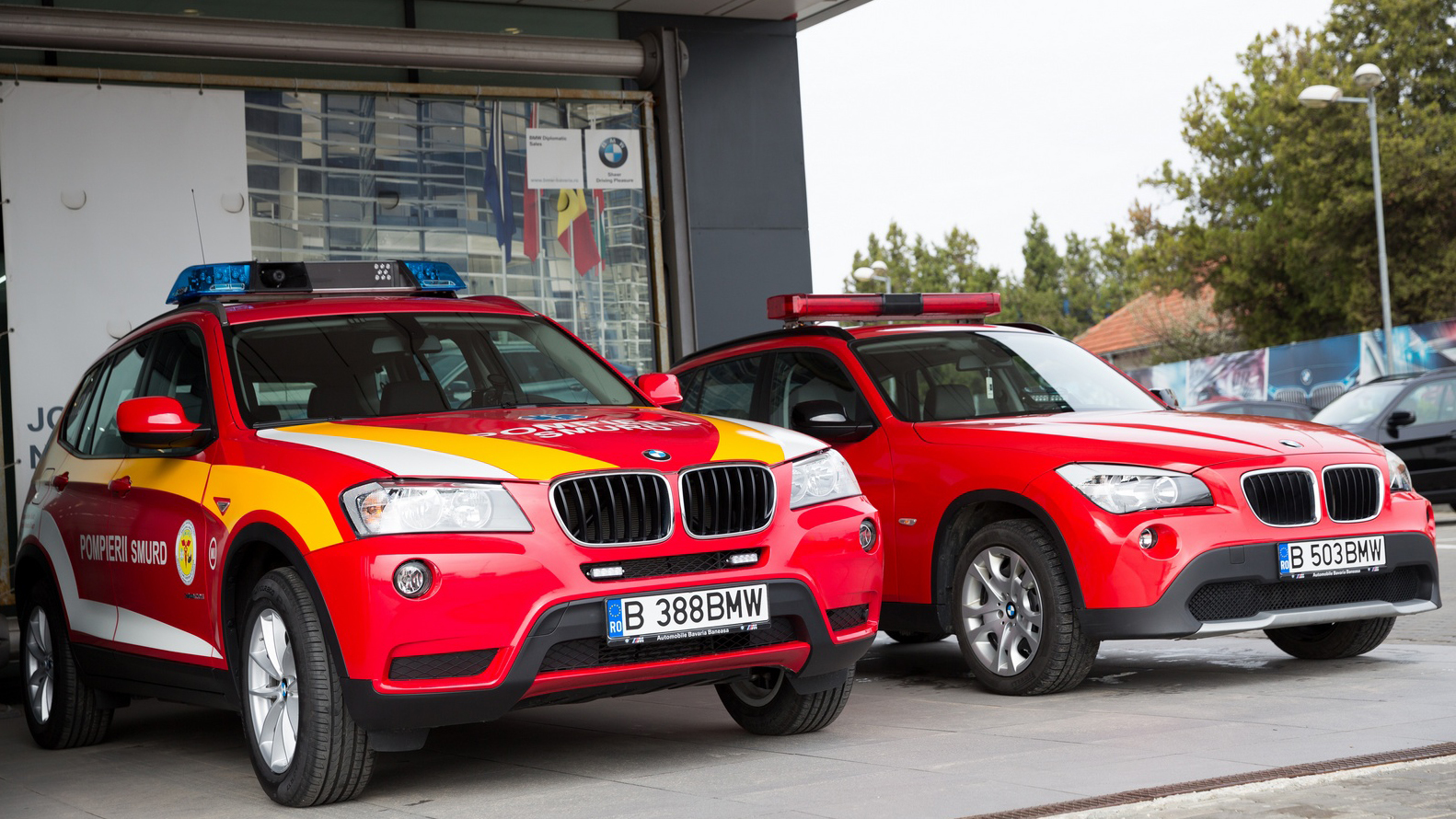
Mașini SMURD România

În anul 1991, SMUR primește o primă donație din Germania sub forma unei ambulanțe. Până în luna octombrie serviciul a funcționat cu personal voluntar, inclusiv șoferul ambulanței.
Începând cu luna octombrie începe conlucrarea cu Brigada de Pompieri Militari Mureș care a oferit conducători auto pentru ambulanță, dar și spații pentru instruirea personalului SMUR.
În anul 1992, SMUR primește echipamente medicale de la colaboratorii externi: Crucea Roșie din Sauda, Norvegia, Serviciul de Urgență al Spitalului Regal din Edinburgh și Brigada de Pompieri Strathclyde din Glasgow. Totodată are loc și pregătirea pompierilor în noi domenii de intervenție, descarcerare și intervenție la accidente chimice.
În noiembrie 1992 a avut loc o aplicație care a avut ca invitați oficialități locale și centrale. Ca urmare a acestei aplicații, dar și a specializării personalului cu instructori din străinătate, Ministerul Sănătății a declarat SMUR Centru Pilot Național. Astfel prin ordinul 1094 din 5 noiembrie 1992, SMUR Târgu Mureș a primit un statut oficial și o recunoaștere oficială a meritelor celor care au activat în cadrul serviciului. 
În 1992, a fost creat primul laborator de instruire pentru urgență donat de Fundația pentru o Societate Deschisă din Statele Unite.
Ca urmare a donațiilor și a instruirii realizate de instructori din Scoția, din 1993, SMUR devine Serviciul Mobil de Urgentă, Reanimare și Descarcerare (SMURD).
În 1994 prin implicarea în proiect a BBC - Londra și a Serviciului de Urgență din Edinburgh, s-a construit primul departament de urgență unic în România. 
Din 31 iulie 1994 Serviciul de Urgență funcționează în curtea Spitalului Clinic Județean Mureș. 
În 1997,în urma unor cursuri intensive în medicina de catastrofă efectuate de medici din Franța, s-a creat echipa de intervenție rapidă ce include 25 de persoane dotate cu pager-e care permit chemarea lor la orice oră în cazul unor accidente grave. În anul 1998 această echipă a fost alarmată de 3 ori în vederea intervenției la accidente cu multiple victime. Pregătirea în acest domeniu se continuă cu sprijinul Ambasadei Franței care finanțează anual un curs în domeniul medicinei de catastrofă.
Tot in anul 1997, s-a înființat noul dispecerat comun între SMURD și Serviciul de Ambulanță al Județului Mureș. Acesta are sediul în cadrul Departamentului de Primiri Urgențe și este deservit de personal din cadrul Serviciul de Ambulanță Județean sprijinit și de personal din cadrul SMURD-ului.
În 1998 este o organizată o colectă la care au participat: întreaga comunitate locală, mediul de afaceri local precum și instituțiile locale. Urmarea acestei colecte a fost achiziționarea celei mai moderne ambulanțe de reanimare din România (evaluată la acea vreme la 182.000 marci germane).
În anul 1999 în dotarea SMURD-ului intră și un elicopter tip Allouette III.
Din anul 2001 SMURD face parte din primul dispecerat integrat 112 care deservește pe lângă SMURD și Pompierii, Poliție și Ambulanța.
Personalul SMURD din Târgu Mureș
Personalul care activează în cadrul serviciului mobil de urgență este format din angajați și voluntari, mai exact:
- 27 medici, medici rezidenți și stagiari
- 21 asistenți medicali
- 6 conducători auto
- 60 voluntari (studenți - majoritatea mediciniști, asistenți, elevi ai școlilor sanitare).

Centrul de instruire
SMURD Târgu Mureș este și centru de instruire în care sunt instruiți cei care activează în domeniul medicinei de urgență din România.
În anii 1995 si 1996, s-a continuat dezvoltarea sistemului și în mod deosebit al componentei de instruire și pregătire a medicilor și a asistenților veniți din diferite regiuni ale țării. 
Între anii 1995 - 1998 au fost instruiți la Târgu Mureș peste 300 de medici și asistenți medicali.

### SMURD în Oradea
Serviciul Mobil de Urgență Reanimare și Descarcerare Oradea este un serviciu public de urgență înființat în anul 1993, fiind al doilea serviciu de acest tip din țară.
Ideea de la care s-a pornit a fost necesitatea existenței unui serviciu medical de urgență care să fie capabil să gestioneze pacienți aflați în stare gravă (cu risc vital), pacienți care fără intervenții medicale prompte și calificate au șanse minime de supraviețuire.
Această „gestionare” s-a realizat prin pregătirea unor echipaje specializate în efectuarea unor operări complexe de reanimare și terapie intensivă, activitate medicală care până în anul 1993 era apanajul exclusiv al secțiilor spitalicești de terapie intensivă. 
Un aspect important este reprezentat de cooperarea cu Inspectoratul pentru Situații de Urgență Crișana atât în operarea echipajelor medicale, care au în componență, pe lângă un medic și un asistent, și un pompier – șofer, special instruit în acordarea asistenței medicale de urgență, cât și din punctul de vedere al înființării echipajului de descarcerare, care funcționează în cadrul SMURD Oradea din anul 1994 și este deservit de 3 pompieri cu o pregătire specifică și o vastă experiență în activitatea de urgență.
Personalul SMURD Oradea
Personalul care activează în cadrul serviciul mobil de urgență este format din angajați și voluntari, mai exact:
- 9 medici, medici rezidenți și stagiari
- 16 asistenți medicali
- 3 pompieri
- 2 conducători auto[necesită citare]

## Despre SMURD
SMURD-ul este coordonat operativ de inspectoratele pentru situații de urgență, respectiv de Unitatea Specială de Intervenție în Situații de Urgență, având ca medic-șef un medic specialist sau primar în medicină de urgență ori anestezie-terapie intensivă, provenind dintr-o structură spitalicească de primire a urgențelor dintr-un spital regional ori județean de urgență, după caz.
SMURD-ul are în structura lor, după caz, echipaje de intervenție specializate în acordarea primului ajutor calificat, reanimarea, descarcerarea și executarea operațiunilor de salvare, inclusiv salvarea aeriană.
Echipajele integrate de terapie intensivă mobilă din cadrul SMURD sunt formate din cel puțin 4 persoane, dintre care un conducător auto pompier și un medic special pregătit, provenit dintr-o structură spitalicească de primire a urgențelor. Celelalte persoane din echipajele integrate de terapie intensivă mobilă pot fi asigurate de inspectoratele pentru situații de urgență, de autoritățile publice locale și/sau de structurile spitalicești. În cadrul acestor echipaje pot acționa și voluntari special pregătiți.
Echipajele de prim ajutor sunt formate din cel puțin 3 persoane cu pregătire paramedicală din structura inspectoratelor pentru situații de urgență, Unitatea Specială de Intervenție în Situații de Urgență și/sau din structura autorităților publice locale. Echipajele pot include și personal voluntar special pregătit.

## Tehnică de intervenție

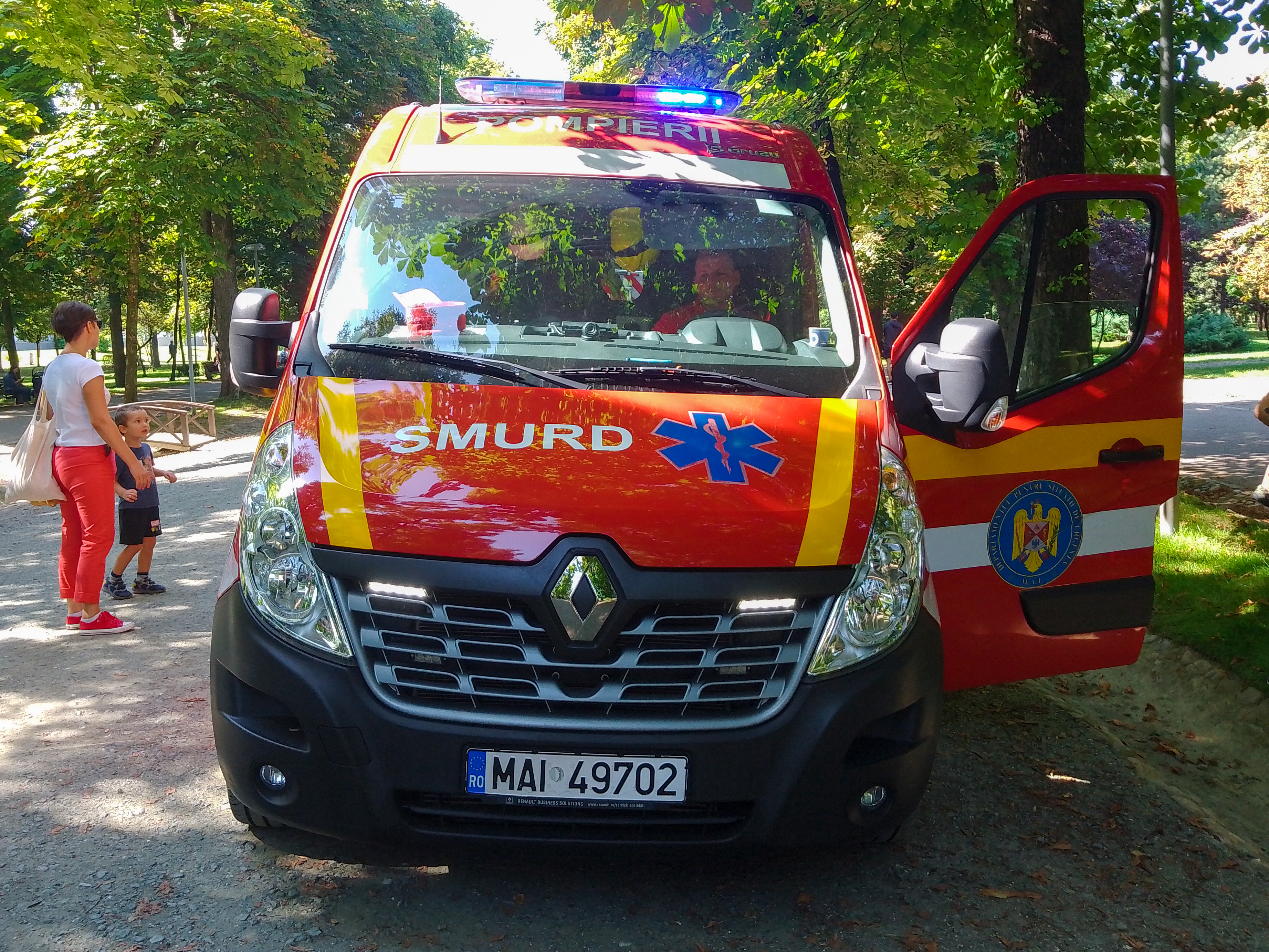
Ambulanță C1 în Cluj-Napoca

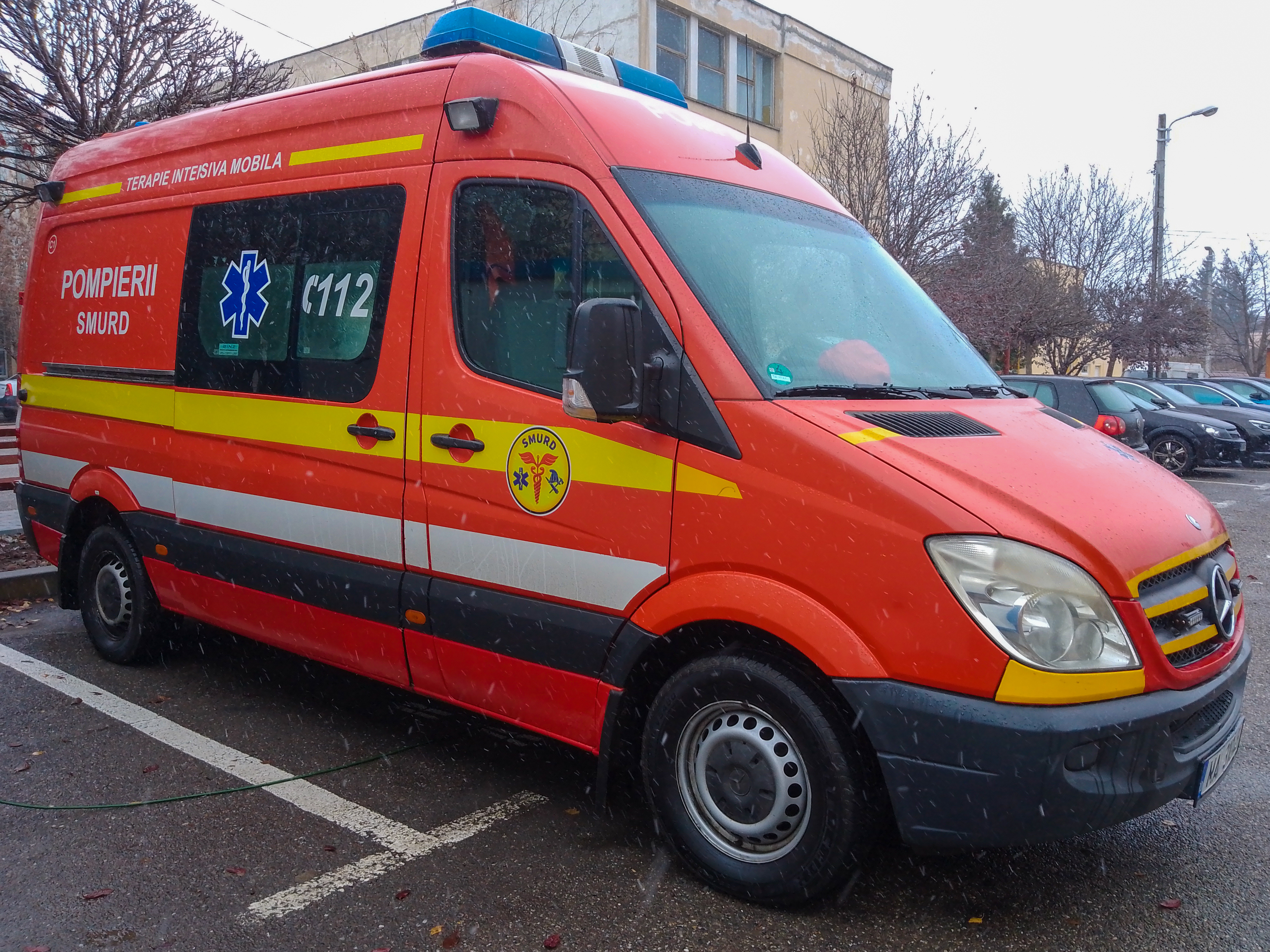
Ambulanță C1 Mercedes Sprinter la Spitalul Municipal din Roman

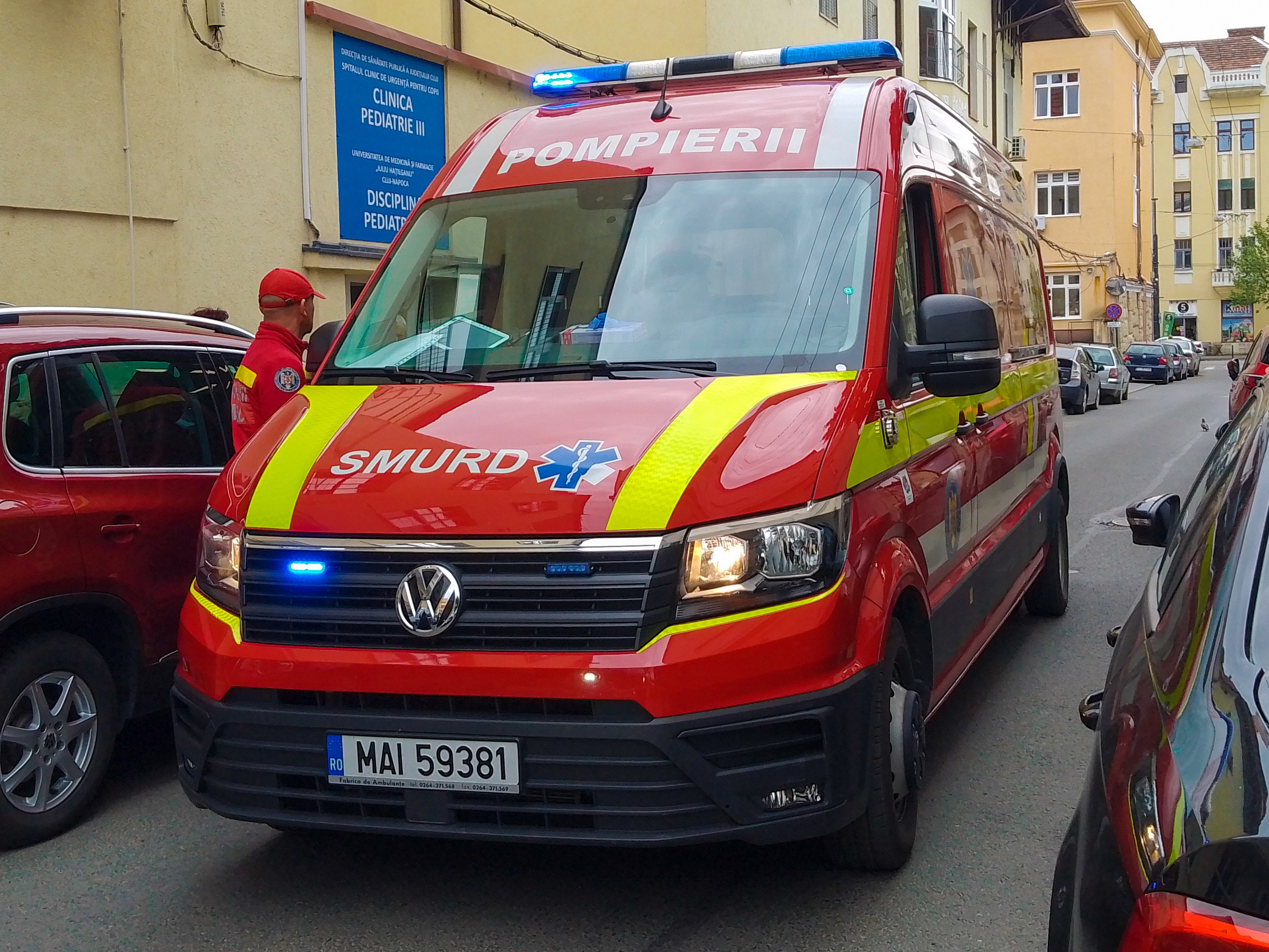
Ambulanță TIM-NN Volkswagen Crafter la Clinica de Pediatrie III din Cluj-Napoca

B2
• Volkswagen Transporter T6 (2019-Prezent) Aproximativ 100 de bucăți achiziționate de IGSU în 2019  
Carosate de Deltamed
• Volkswagen Transporter T5 Facelift (2013-Prezent)
Carosate de Deltamed
• Citroën Jumper (2013-Prezent)
Carosate de Deltamed
• Volkswagen Transporter T5 (2008-Prezent)
Carosate de Deltamed
• Mercedes-Benz Vito (2008-în demitere) 
Carosate de Binz
C1

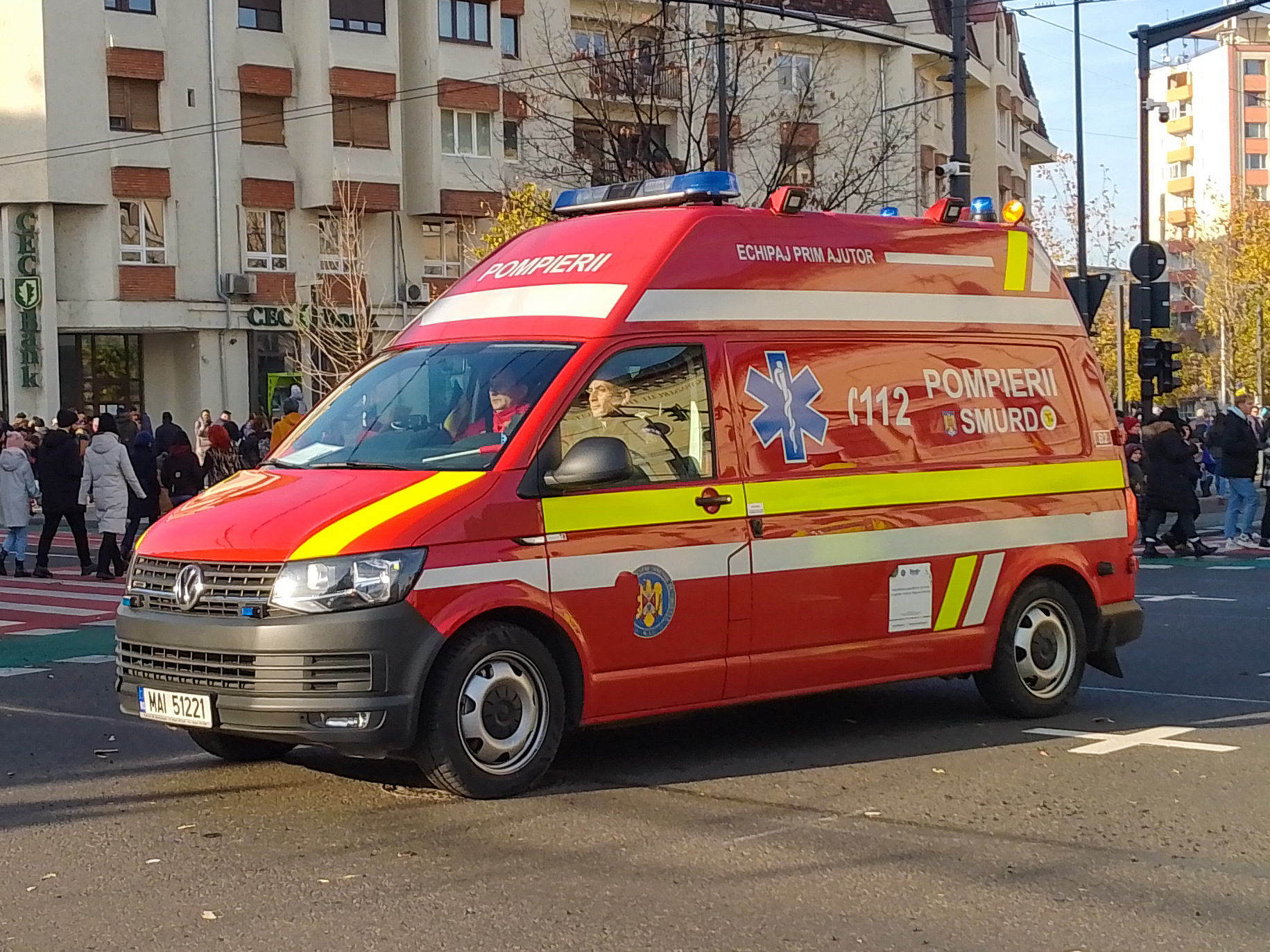
Ambulanță B2 în Piața Avram Iancu, Cluj-Napoca

• Renault Master (2018-Prezent) Aproximativ 60 de ambulanțe achiziționate în 2018-2019
Carosate de Gruau

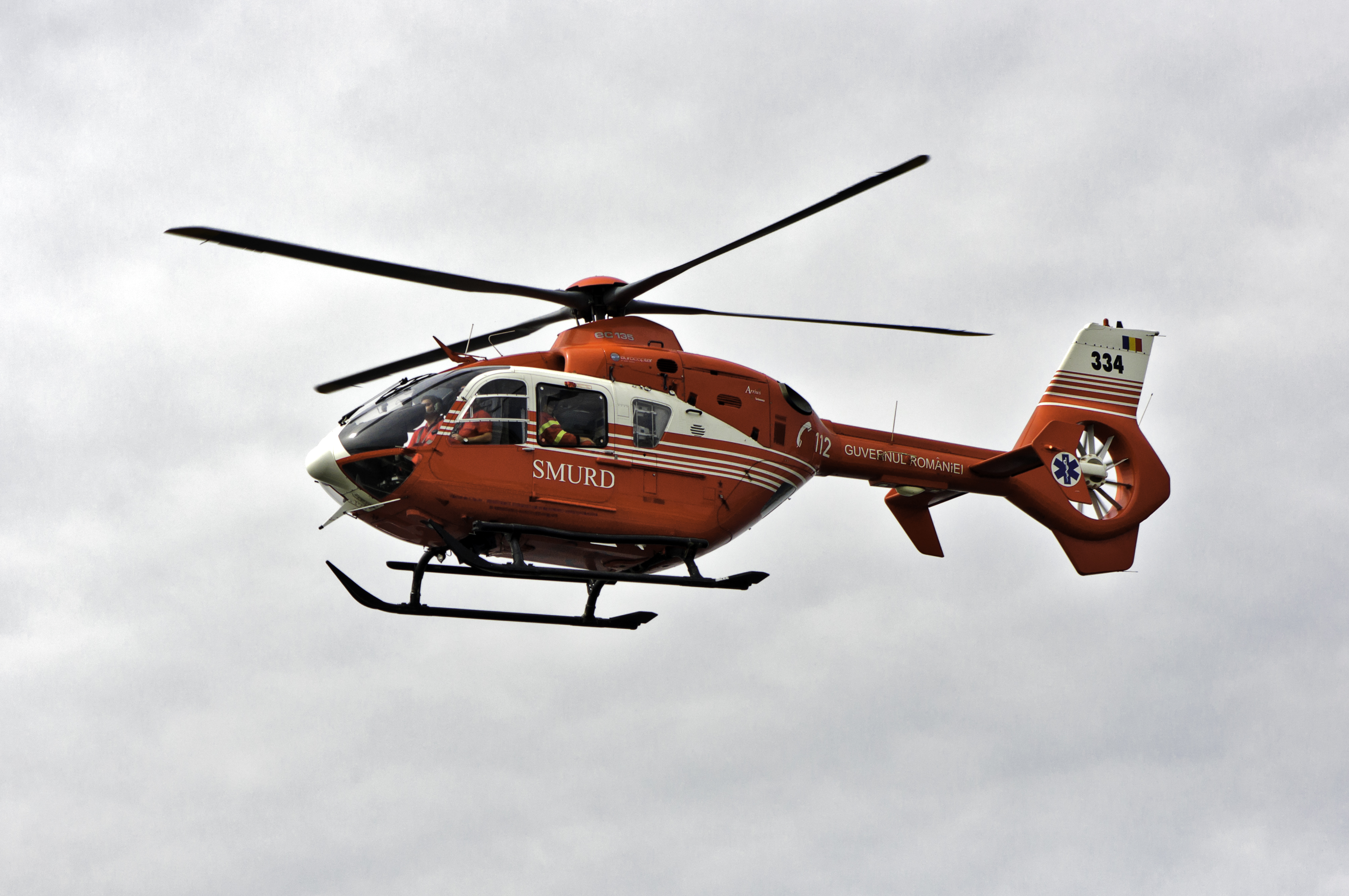
Elicopterul EC135 la un show aerian în București

• Mercedes-Benz Sprinter (2009-Prezent)
Carosate de Binz
• Volkswagen Crafter (2009-În demitere) 
Carosate de Deltamed
ATPVM
• Volkswagen Crafter (2021-Prezent)
Carosate de Deltamed
• Mercedes-Benz Sprinter (2017-Prezent) 
Carosate de Deltamed
• Mercedes-Benz Sprinter (2012-Prezent)
Carosate de Mantra 
TIM-NN
• Volkswagen Crafter (2021-Prezent) 
Carosate de Deltamed
• Citroen Jumper (2014-Prezent)
Carosate de Deltamed
MU
• Fiat Punto (2008-Prezent) 
Carosate de Deltamed
• Nissan Navara
Carosate de Deltamed
EAA
• Eurocopter EC135  (2004-prezent) Achiziționate de IGSU în 2004, oferă transport aerian și pentru Republica Moldova
• Sikorsky UH-60 Black Hawk (2022-Prezent)
Descarcerare
• Mercedes-Benz Sprinter (2021-Prezent) 
Carosate de Deltamed
• Mercedes-Benz Vario (?-Prezent) 
• Mercedes-Benz Vito (2002-Prezent)

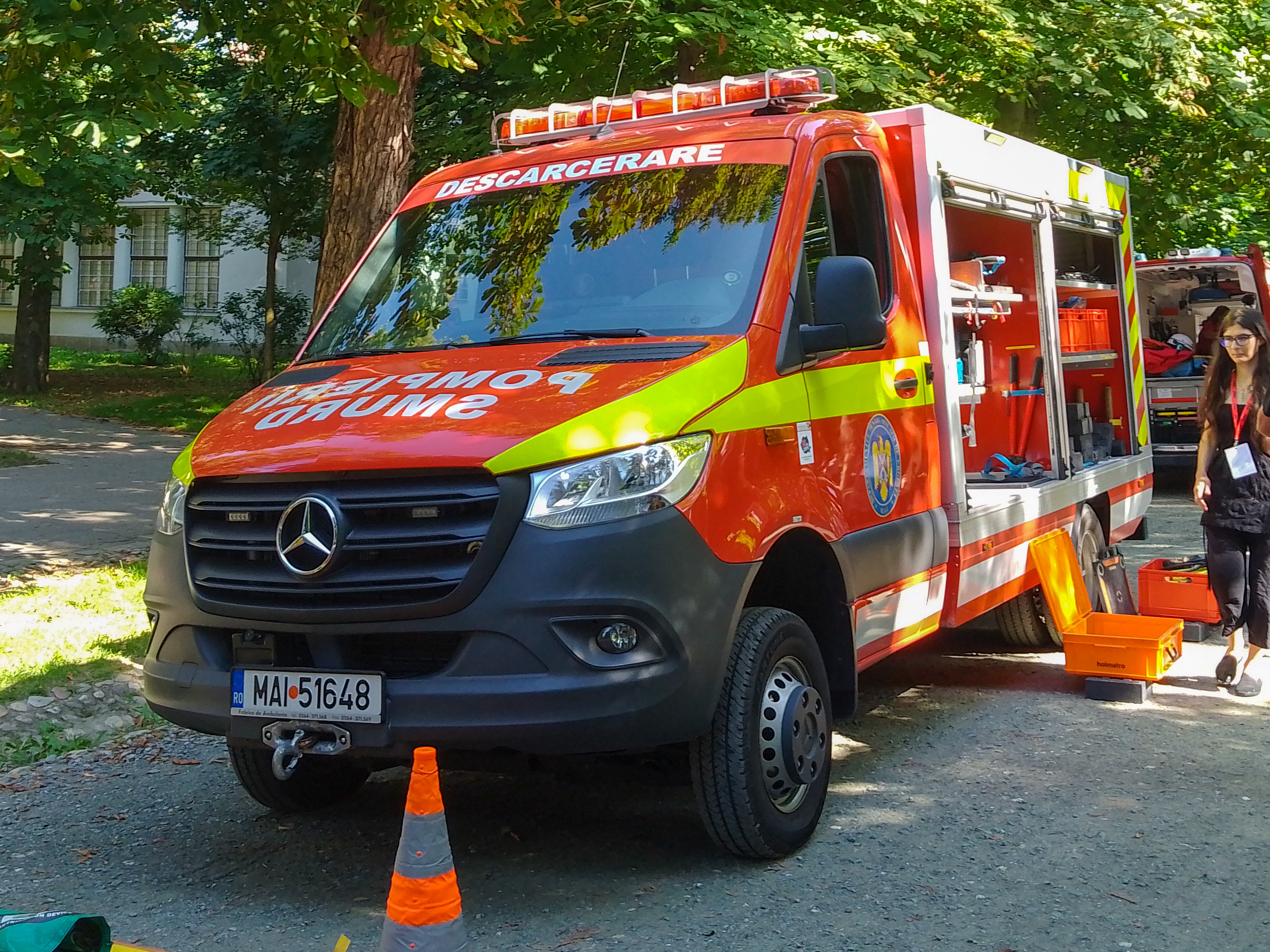
Descarcerarea Mercedes Sprinter la Maratonul Resuscitarii în Cluj-Napoca

Autospecială Pentru Intervenție la Accidente Colective și Calamități
• Renault Midlum 270DXi (2015-Prezent) Carosate de Deltamed 

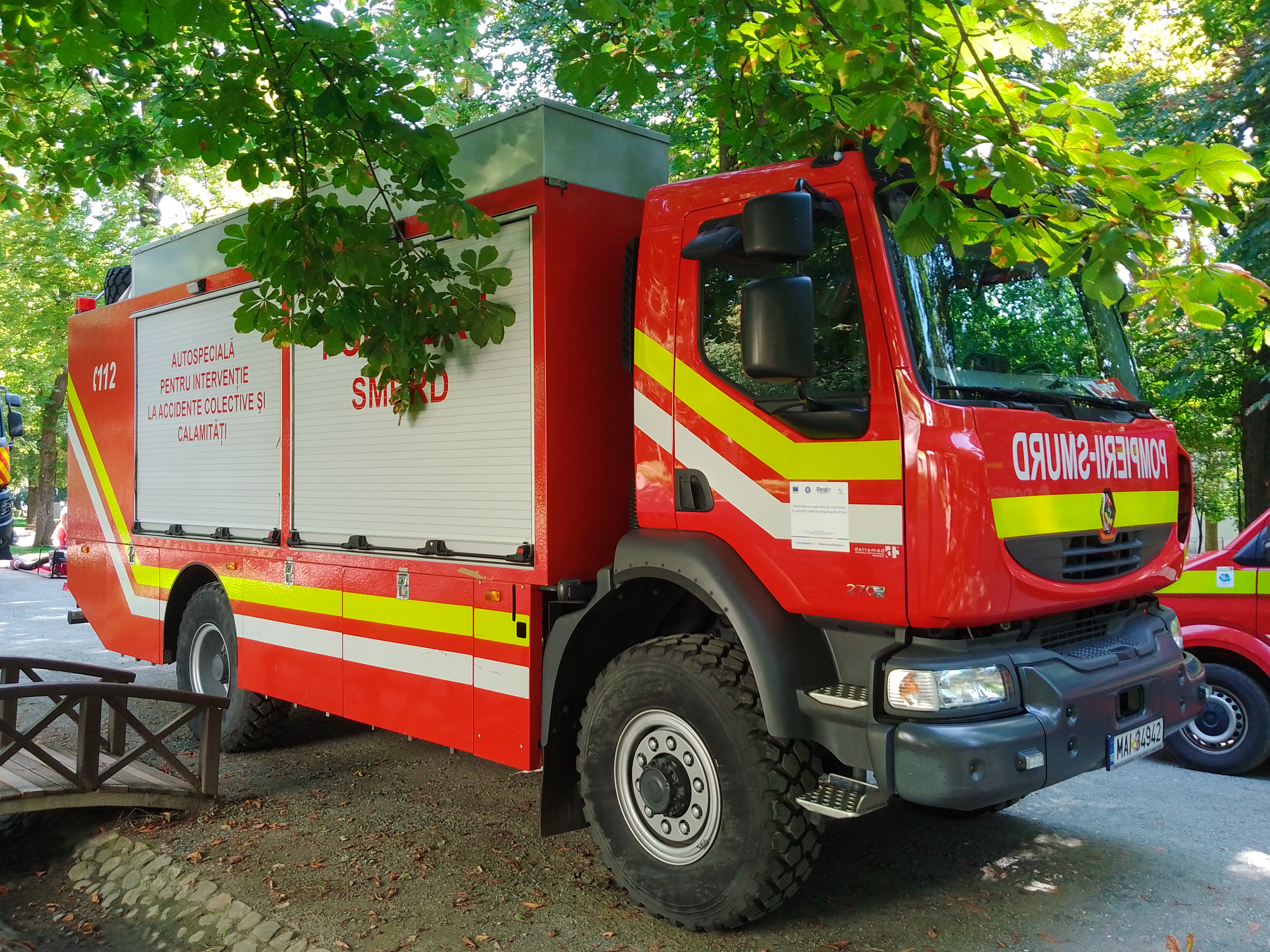
Autospeciala pentru Intervenție la Accidente Colective și Calamități la Maratonul Resuscitarii în Cluj-Napoca

## Vehicule unice
B1
• Volkswagen Crafter (2018-Prezent)
Carosată de Deltamed , donată de Primăria Comunei Florești, în prezent se află la Stația de Pompieri Florești
B1/B2
• Mercedes Sprinter (2023-Prezent)
Carosată de Deltamed , donată de UTA Chinteni, în prezent se află la Detașamentul 1 de Pompieri Cluj-Napoca
B2
• Volkswagen Transporter T6.1 (2023-Prezent)
Carosată de Deltamed , donată de ISU Arad, în prezent se află la SVSU Nădlac
TIM-NN
• Man TGE (2018-Prezent)
Carosată de Deltamed , donată de Spitalul Clinic Obstetrica-Ginecologie "Cuza Vodă" Iași, unde este și acum
MU
• BMW X3 (2013-Prezent)
2 bucăți, carosate de Deltamed , donate de Automobile Bavaria , în prezent se află la ISU Mureș

## Incidente
La 9 ianuarie 2006, un elicopter al SMURD s-a prăbușit în timpul efectuării unui zbor tehnic. Întregul echipaj și-a pierdut viața în acest accident. Cele patru persoane au fost decorate post-mortem de președintele României. 
Căpitanul comandor Augustin Toma și locotenentul colonel Valentin–Mihai Stănescu au primit ordinul „Virtutea Aeronautică” în grad de cavaler, cu însemn pentru militari, medicul Liliana Puiu a primit ordinul „Meritul Militar” în grad de cavaler și asistenta Mioara Minodora Hauta a primit medalia „Meritul Militar” clasa a III-a.
La 2 iunie 2016 un elicopter al SMURD Iași s-a prăbușit în localitatea Haragîș din raionul Cantemir, Republica Moldova. Întregul echipaj (4 persoane) a murit în urma prăbușirii. Aparatul de zbor a luat foc la impactul cu solul.